# Andrius Janukonis
Andrius Janukonis (ur. 12 października 1971 r. w Janowie (lit. Jonava) – litewski przedsiębiorca, inwestor, prezes zarządu i akcjonariusz jednej z największych w regionie grup przedsiębiorstw ICOR, prezes zarządu i akcjonariusz spółki City Service SE.

## Życiorys
Janukonis urodził się w rodzinie inżynierów. Uczył się w Szkole Średniej nr 3 w Janowie, ukończył studia na Wydziale Prawa Uniwersytetu Wileńskiego, zyskał kwalifikacje prawnika.
Janukonis został przedsiębiorcą mając 17 lat. Pierwszą dziedziną działalności było prowadzenie salonu wideo w pociągu elektrycznym Wilno-Kowno. 
Po ukończeniu 18 roku życia Janukonis razem z partnerem założył spółdzielnię Rubikon, która zapoczątkowała historię koncernu ICOR, został pośrednikiem na Litewskiej Giełdzie Towarowej.
W latach 2005–2014 Janukonis pełnił funkcję prezesa zarządu Litewskiego Stowarzyszenia Dostawców Ciepła. Obecnie jest członkiem Litewskiego Komitetu Światowej Rady Energetyki.

## Biznes
W 2019 r. w Wolnej Strefie Ekonomicznej w Kownie Janukonis otworzył zrobotyzowany zakład produkcji liczników Axioma Metering. W 2021 r. w zakładzie planuje się wyprodukować ponad 2 mln liczników i znaleźć się w piątce największych światowych producentów liczników ultradźwiękowych.  

## Rodzina
Janukonis jest żonaty, żona Živilė Janukonienė (ur. w 1971 r. w Janowie) jest socjologiem. Para ma dwóch synów: Ignasa i Vitasa.